# ياسر الملواني
ياسر الملواني رئيس مجلس إدارة المجموعة المالية هيرميس القابضة.. اسم معروف في أسواق المال
هو يقبع علي رأس أكبر بنك استثماري في مصر والشركة الرائدة في مجالات وساطة الاوراق المالية وإدارة الاصول والترويج وتغطية الاكتتابات.. وهو المنصب الذي أهلته خبراته للوصول اليه حيث يتمتع بخبرة مصرفية طويلة منذ تخرجه في تجارة القاهرة عام 1981 وعمله ببنك »تشيس« ـ التجاري الدولي حالياً ـ وتدرجه في المناصب حتي وصوله لمدير عام إدارة الائتمان والعضو المنتدب لشركة التجاري الدولي.. ثم انضمامه لمجموعة هيرمس.. حتي أصبح رئيساً لها.

## قضايا فساد
في 5 فبراير 2011، منعت سلطات الأمن بمطار القاهرة الدولي الملواني من السفر، وكان الملواني قد توجه لمطار القاهرة للسفر على طائرة الخطوط الجوية الإماراتية المتجهة إلى دبى، وعند إنهاء إجراءات سفره فوجئ بوجود قرار من النائب العام بمنعه من السفر بعد إدراج اسمه بقوائم الممنوعين من مغادرة البلاد.
في مارس 2012، تمكن الملواني وحسن هيكل من مغادرة مصر على طائرة خاصة بصحبة عائلتهم إلى مكان غير معلوم.
في 31 مايو 2012 قرر النائب العام تحويل حسن هيكل وياسر الملواني إلى محكمة الجنايات في شبهة فساد متعلقة بصفقة بيع البنك الوطني المصري.